# Регад (Верхняя Гаронна)
Рега́д (фр. Régades, окс. Regadas) — коммуна во Франции, находится в регионе Юг — Пиренеи. Департамент — Верхняя Гаронна. Входит в состав кантона Сен-Годенс. Округ коммуны — Сен-Годенс.
Код INSEE коммуны — 31449.

## География

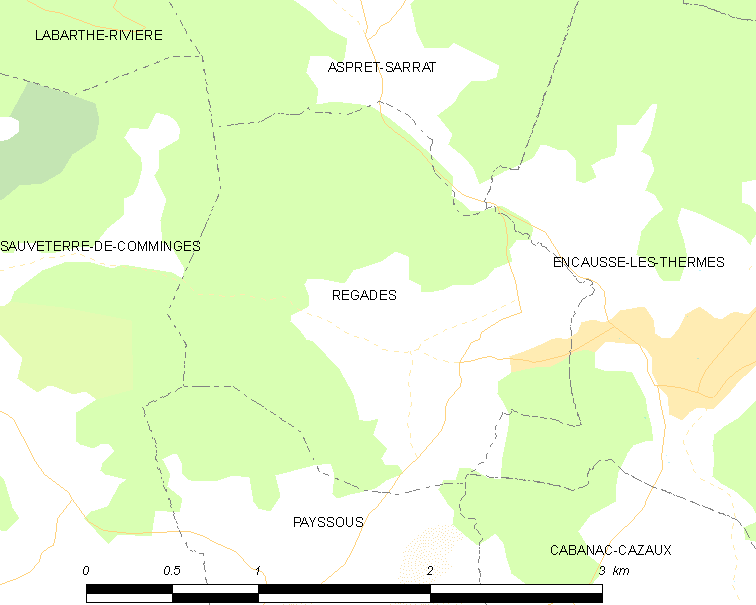
Карта коммуны

Коммуна расположена приблизительно в 660 км к югу от Парижа, в 85 км к юго-западу от Тулузы.

## Климат
Климат умеренно-океанический. Зима мягкая и снежная, весна характеризуется сильными дождями и грозами, лето сухое и жаркое, осень солнечная. Преобладают сильные юго-восточные и северо-западные ветры.

## Население
Население коммуны на 2010 год составляло 132 человека.
| 1962 | 1968 | 1975 | 1982 | 1990 | 1999 | 2010 |
| ---- | ---- | ---- | ---- | ---- | ---- | ---- |
| 82   | 83   | 103  | 103  | 122  | 113  | 132  |

## Экономика
В 2010 году среди 80 человек трудоспособного возраста (15—64 лет) 51 были экономически активными, 29 — неактивными (показатель активности — 63,8 %, в 1999 году было 77,6 %). Из 51 активных жителей работали 46 человек (26 мужчин и 20 женщин), безработных было 5 (1 мужчина и 4 женщины). Среди 29 неактивных 6 человек были учениками или студентами, 14 — пенсионерами, 9 были неактивными по другим причинам.

## Достопримечательности
- Церковь Св. Иоанна Крестителя